# Gornja Austrija (vojvodstvo)
Gornja Austrija (nje: Oberösterreich, lat: Austria Superior) poznata i kao Tirol i Vorlande je bio naziv za područje koje je nastalo nasljednim podjelama Habsburgovaca te je postojalo od 1406. do 1665. kao zasebno područje vlasti. Ona se sastojala od grofovije Tirol, Vorarlberga i Vorlandea. 
Vorlande su bili stari habsburški posjedu u Alpama koji su kasnije nazvani Prednja Austrija (nje: Vorderösterreich). 
Gornja Austrija je zajedno s Donjom Austrijom (izvornom Austrijom) i neko vrijeme postojećom Unutrašnjom Austrijom tvorila srž austrijskih nasljednih zemalja. 
Ovaj pojam ne smije se pobrkati s današnjom austrijskom pokrajinom Gornja Austrija koja se tada zvala Austrija iznad rijeke Enns.
Spomenuti pojam Donja Austrija je u to doba označavao područje izvorne (uže) Austrije i ne smije ga se pobrkati s današnjom austrijskom pokrajinom Donja Austrija koja se tada zvala Austrija ispod rijeke Enns.
Pojam su u ono doba popularizirali geografi i kartografi kao što su Matthäus Merian, Georg Matthäus Vischer i Martin Zeiller.

## Povijest
Godine 1379. dolazi do prve podjele Habsburga na Albertovu i Leopoldovu granu. Albertova grana dobiva Donju Austriju, a Leopoldova grana dobiva Unutrašnju Austriju. Iz Leopoldove grane kasnije se odvojila bočna Fridrikova grana (starija tirolska grana) koja je dobila Tirol i okolne posjede koji dobivaju zajednički naziv Gornja Austrija, a stari posjedi u Alpama dobivaju naziv Prednja Austrija pri čemu Vorarlberg dobiva poseban status između Tirola i Prednje Austrije (starih posjeda). Ova bočna habsburška grana nije dugo trajala te je obuhvaćala samo Fridrika IV. (1382. – 1439.) i njegovog sina Siegmunda (1427. – 1496.). Netom prije izumiranja ove grane 1493., povodom dolaska na vlast Maksimilijana I., car Fridrik III. poknežio je grofoviju Tirol te ju time učinio izravno podređenu carstvu.
Car Fridrik III. nadvladao je podjelu posjeda te je 1490. postavio zajedničku upravu u dvorcu grada Innsbrucka. Upravitelj u Tirolu od tada upravlja i Prednjom Austrijom i Vorarlbergom. Prvi upravitelji bili su habsburški prinčevi, a kasnije činovnici iz nižeg plemstva. Neko vrijeme su neki habsburški prinčevi unutar Gornje Austrije vladali nad Prednjom Austrijom kao samostalni upravitelji. Središte te uprave bio je uglavnom Freburgu u Bresgauu. 
Car Ferdinand I. svoje austrijske posjede podijelio je na tri dijela. Najstariji sin Maksimilijan II. dobio je Donju Austriju, drugi sin Ferdinand II. dobio je Gornju Austriju, treći sin Karlo II. dobio je Unutrašnju Austriju. Pošto Ferdinand II. nije imao staleški prihvatljivo potomstvo, Gornja je Austrija pripala Maksimilijanovim sinovima, a nakon izumiranja njihove grane pripala je Ferdinandu III. (kao car nosio je ime Ferdinand II.) koji je bio sin Karla II. 
Još jednom je, za vrijeme cara Ferdinanda II., nastala nova tirolska vladarska kuća zvana mlađa tirolska grana. Ferdinandov sin Ferdinand III. postao je car, brat Leopold V. vladar u Tirolu. Leopolda su naslijedili njegovi sinovi Ferdinand Karlo te Sigismund Franjo nakon čega je i ova grana, ujedno i posljednja bočna habsburška grana, godine 1665. izumrla. Nakon toga je pojam Gornja Austrija izgubio značenje u smislu teritorijalne samostalnosti. Innsbruck je i dalje ostao središte "gornjoaustrijske vlade" koja je vladala Tirolom i sve to 1752. cijelom Prednjom Austrijom.
Politička tvorevina Gornja Austrija prestala je postojati jer su Habsburgovci s vremenom izgubili posjede koji su činili Prednju Austriju te su im od Gornje Austrije ostali samo Tirol i Vorarlberg. Izraz "Gornja Austrija" je s vremenom zaboravljen. Od 17. st. pa na dalje je u svakodnevnom govoru postalo uobičajeno ono područje koje se službeno zvalo "Austrija iznad rijeke Enns", zvati "Gornja Austrija". Ta promjena značenja postala je i službena 1919. godine kada je "Austrija iznad rijeke Enns" i službeno preimenovana u "Gornja Austrija".
Isto tako je i pojam "Donja Austrija", koji je označavao izvornu Austriju, izgubio svoje izvorno značenje. Od 17. st. pa na dalje je u svakodnevnom govoru postalo uobičajeno ono područje koje se službeno zvalo "Austrija ispod rijeke Enns", zvati "Donja Austrija". Ta promjena značenja postala je i službena 1919. godine kada je "Austrija ispod rijeke Enns" i službeno preimenovana u "Donja Austrija".

## Vojvode i nadvojvode Gornje Austrije
iz Fridrikove grane (starija tirolska grana):
- Fridrik IV. (1406. – 1439.)
- Siegmund (1446. – 1490.)

iz gornjoaustrijske grane:
- Ferdinand II. (1546. – 1595.)

iz donjoaustrijske grane:
- Matija (1595. – 1619.)
- Albert VII. (1619. – 1621.)

iz unurašnjoaustrijske grane:
- Ferdinand III., koji je vladao kao car Ferdinand II. (1621. – 1623.)

iz mlađe tirolske grane:
- Leopold V. (1623. – 1632.)
- Claudia de’ Medici, kao regent umjesto svoj maloljetnog sina (1632. – 1646.)
- Ferdinand Karlo (1646. – 1662.)
- Sigismund Franjo (1662. – 1665.)